# Ramo fino ascendente
Em anatomia, o ramo fino ascendente é um seguimento do túbulo intermediário, localizado entre o ramo fino descendente e o túbulo reto distal. É uma estrutura tubular microscópica que faz parte dos túbulos renais. 
O túbulo intermediário tem a forma de U, por isso suas subdivisões são denominadas de ramo descendente e ramo ascendente. O termo fino, provém do fato das células do túbulo intermediário serem menos espessas que os outros seguimentos dos túbulos renais, dando a impressão de serem mais finas quando visualizadas ao microscópio. O túbulo intermediário, a parte reta do túbulo proximal e a parte reta do túbulo distal, fomam a alça de Henle, e por isso o ramo fino ascendente também é chamado de ramo ascendente fino da alça de Henle.